# X. János antiochiai görög pátriárka
X. János antiókiai pátriárka (1955. január 1. –) Antiochiai ortodox egyház 158. pátriárkája 2012-től.

## Élete
1955-ben Jean Yazigi néven született Latakiában, Szíriában. Apja Mounah Yazigi, az arab nyelv tanára, anyja Rosa Moussi Tripoliból, Libanonból származik. Első diplomáját a Tishreen Egyetemen szerezte: okleveles építőmérnök lett.  1978-ban diplomát szerzett teológiából a Balamand Egyetem Szent János Damaszkusz Intézetének teológia szakán, majd 1983-ban az Aristotle Thessaloniki Egyetem teológiai karán. Később egy diplomát szerzett bizánci zenéből a bizánci Thessaloniki Zeneakadémián.
1981-től 2008-ig liturgiát oktatott a Balamand szemináriumban. 1989-től 1992-ig, majd ismét 2001-től 2005-ig ő volt a rektor a Balamand szemináriumban.

## Püspökség
1995. január 24-én szentelték fel Al-Hosnnak püspökévé. Püspökként azonnal elkezdett dolgozni a Szent György Al-Humayrah  patriarchális kolostor újraélesztésén. 1995–2002 között a kolostor apátja volt. Erőfeszítéseinek következtében a kolostor a környék lelki és közéleti központja lett.
2008. június 17-én választották Nyugat-és Közép-Európai metropolitának. 2010 augusztus 19-én címe "Európai metropolita" címre változott .

## Megválasztása
Mivel elődje 2012. december 5-én elhunyt új pátriárkát kellett választani. 2012-ben a megválasztása gyorsan és egyhangúlag ment végbe. A gyorsaság a szíriai polgárháború politikai rendezetlen helyzet tette szükségessé. Az országból nagy számban menekültek el a keresztények. Beiktatása helyének megválasztása bizonytalan tekintve a szíriai háborús helyzetet.